# Филонов, Лев Борисович
Лев Борисович Филонов (1925—2016) — советский и российский учёный-психолог и педагог, доктор психологических наук, профессор, Заслуженный профессор Российского государственного социального университета, член Ассоциации содействия Международной академии наук (1993) и Российского психологического общества.
Автор более 190 научных работ.

## Биография
Родился 1 августа 1925 года в Оренбурге: его отец — Борис Митрофанович Филонов, занимал руководящие посты; мать — Вера Николаевна Шумкова, работала библиотекарем.
Учился в средней школе № 98 города Казани. В 1942 году, не окончив десятый класс, ушёл добровольцем в армию и был участником Великой Отечественной войны. Окончил курсы артиллеристов; в 1944 году, после двух ранений, был демобилизован.
В 1949 году Лев Филонов окончил Казанский юридический институт, в 1954 году — отделение психологии философского факультета Ленинградского государственного университета. В 1949—1961 годах работал как практикующий юрист и адвокат. В 1963 году окончил аспирантуру Института психологии Академии педагогических наук СССР и в этом же году защитил кандидатскую диссертацию на тему «Зависимость скорости реакции выбора от числа различительных признаков объекта». В 1986 году защитил докторскую диссертацию на тему «Развитие контактов между людьми в условиях затрудненного общения».
Ещё в 1955 году Л. Б. Филонов начал профессиональную психологическую деятельность младшим научным сотрудником Института психологии АПН СССР. С 1963 года возглавлял лабораторию судебной психологии Московского государственного университета. В 1970—1980 годах работал психологом в системе МВД СССР. С начала 1980-х годов работал в лаборатории по изучению причин и предупреждению правонарушений учащихся Института общих проблем воспитания АПН СССР.
В 1986—1990 годах заведовал кафедрой психологии Московского государственного заочного педагогического института (МГЗПИ, ныне Московский государственный гуманитарный университет имени М. А. Шолохова). С 1990 года работал в Российском институте культурологии (с 1992 года — заведующий лабораторией психологической антропологии, с 2000 года — главный научный сотрудник) и преподавал на факультете педагогики и психологии Московского педагогического государственного университета.
С 1992 года Лев Борисович — профессор кафедры психологии труда и инженерной психологии факультета психологии МГУ им. М. В. Ломоносова. В 2002—2012 годах преподавал на кафедре социальной психологии Московского государственного социального университета (МГСУ, ныне Российский государственный социальный университет), с 2009 года — профессор кафедры юридической психологии и права этого вуза.
Был награждён орденом Отечественной войны 2-й степени и медалями, в числе которых военные медали и медаль «За социальное служение» (2006); удостоен званий «Отличник народного просвещения РСФСР» и «Почетный работник высшего профессионального образования РФ» (1995).
Умер 11 апреля 2016 года в Москве.